# Австралийская савка
Австралийская савка (лат. Oxyura australis) — птица семейства утиные.

## Описание
Длина около 40 см, масса 476—1300 грамм. Хвост обычно распластан на поверхности воды, во время опасности поднимает его вертикально. Посадка на воде низкая, ниже, чем у других уток. Клюв у самца свинцово-синий, в период размножения становится ярко-синим, за что эта утка и получила своё английское название. Окраска оперения самца в брачный период насыщенная тёмно-каштановая, голова и шея чёрные, живот серебристо-серый. В обычное время каштановый цвет заменяется тёмно-серым, а на чёрном — появляются серые пятна. Некоторые самцы сохраняют яркое оперение в течение года. Окраска самки в течение года не изменяется — голова тёмно-коричневая, спина и крылья чёрные со светло-коричневыми вершинами перьев, бока тела серо-бурые. Клюв и ноги самки тёмные серо-коричневые. У самца ноги серые. Радужная оболочка у обоих полов окрашена в коричневый цвет. Неполовозрелые птицы напоминают взрослую самку, но бледнее, клюв серо-зелёный. В течение осени и зимы (в период размножения) ведёт скрытный образ жизни и на глаза попадается редко.

## Распространение
Австралийская савка является эндемиком умеренных регионов Австралии. Её ареал простирается из южного Квинсленда, через Новый Южный Уэльс и Викторию, к Тасмании. Эта утка также распространена на юго-западе Западной Австралии. Наибольшая численность отмечается в бассейне Муррея и Дарлинга.
Численность составляет около 15000 особей.
Австралийская савка на сушу почти не выходит, передвигаясь по ней с трудом. Во время сезона размножения предпочитает глубокие пресноводные водоёмы с густой растительностью, включая Typha orientalis и Typha domingensis, хотя в более сухие сезоны могут появляться в прибрежных болотах. Вне сезона размножения подростки и молодые взрослые образуют скопления до нескольких сотен птиц на открытых озёрах далеко от берега. Иногда встречаются на крупных реках и солоноватых водоёмах, например, в устьях рек.

## Образ жизни
Вне сезона размножения держится группами в открытых местообитаниях, перелетает, от опасности старается улететь. Во время сезона размножения скрытный и осторожный вид, при опасности заныривает, проплывая под водой большое расстояние. Молчалива, кроме сезона размножения. Голос — низкое кряканье. Токование заключается в сложном ритуале ухаживания, включающем различные позы, сопровождаемые особыми звуками.

### Питание
Всеядна, питается как беспозвоночными, так и семенами, почками и вегетативными частями водных растений. Утка питается под водой, просеивая грязь через клюв. Предпочтительно поедает мелких беспозвоночных, включая моллюсков и водных насекомых, таких как личинки хирономид, ручейники, стрекозы и личинки водяных жуков. Разнообразный спектр кормовых объектов объясняется относительно богатыми кормом местами обитания. Личинки хирономид весьма распространены во внутренних водоёмах, и поэтому составляют значительную часть рациона этой утки во время периода размножения. Австралийская савка остаётся под водой в среднем в течение 10 секунд во время кормёжки.

### Размножение
Возможно, частично, являются перелётными, перемещаясь зимой из континентальных водоёмов Нового Южного Уэльса на реку Муррей. Регулярно отмечают ежегодные перемещения, связанные с подростками и молодыми взрослыми, которые ведут поиск новых мест гнездования, особенно на краях гнездового ареала взрослых, которые ведут оседлый образ жизни в местах размножения. Оседлый образ жизни взрослых подтверждается наблюдениями в неволе, где они размножаются в течение всего года. В природе сроки откладка яиц связана с уровнем воды и, соответственно, количеством пищи, в основном, происходит с сентября по ноябрь, в северной части Виктории — с октября по март. Размер кладки 3-12 яиц (чаще 5-6). Большие кладки, по-видимому, содержат яйца, отложенные несколькими самками. Имеются данные о подкладке яиц в гнёзда других водоплавающих птиц.. Яйца светло-зелёные, крупные: в среднем 66×48 мм, около 90 грамм. Насиживание длится 26-28 дней. В течение суток после вылупления птенцы находятся в гнезде, затем уходят и держатся с матерью, которая оберегает их. В возрасте 8 недель достигают размера взрослых. Большинство приобретает окраску взрослых в возрасте одного года. По наблюдениям в неволе, становятся половозрелыми в годовалом возрасте.

## Охрана
Выделяют две основные угрозы для этой утки — регулирование водно-болотных угодий путём регулирования уровня водоёмов, строительства противопаводковых сооружений и осушения; другим негативным воздействием является сокращение площади растительности из-за прореживания, перевыпаса скота, выжигания и засоления. Всё это уменьшает в итоге площадь пригодных для птиц участков. Были приняты специальные стратегии об охране этой утки, в которых важное место занимает управление сельскохозяйственным и иным вида деятельности в местах обитания птицы. Строительство искусственных водоёмов (например, отстойников, прудов) может способствовать увеличению численности. Может служить индикатором состояния окружающей среды.